# Juin 1778

## Événements

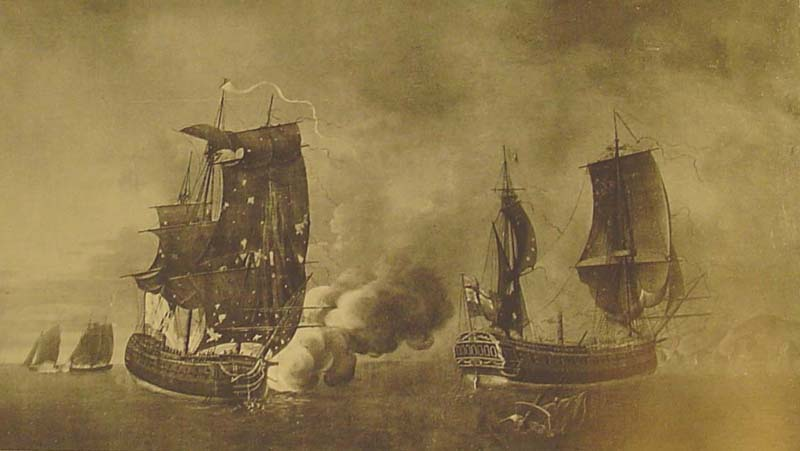
17 juin : bataille entre la frégate française Belle Poule et la frégate anglaise Aréthusa.

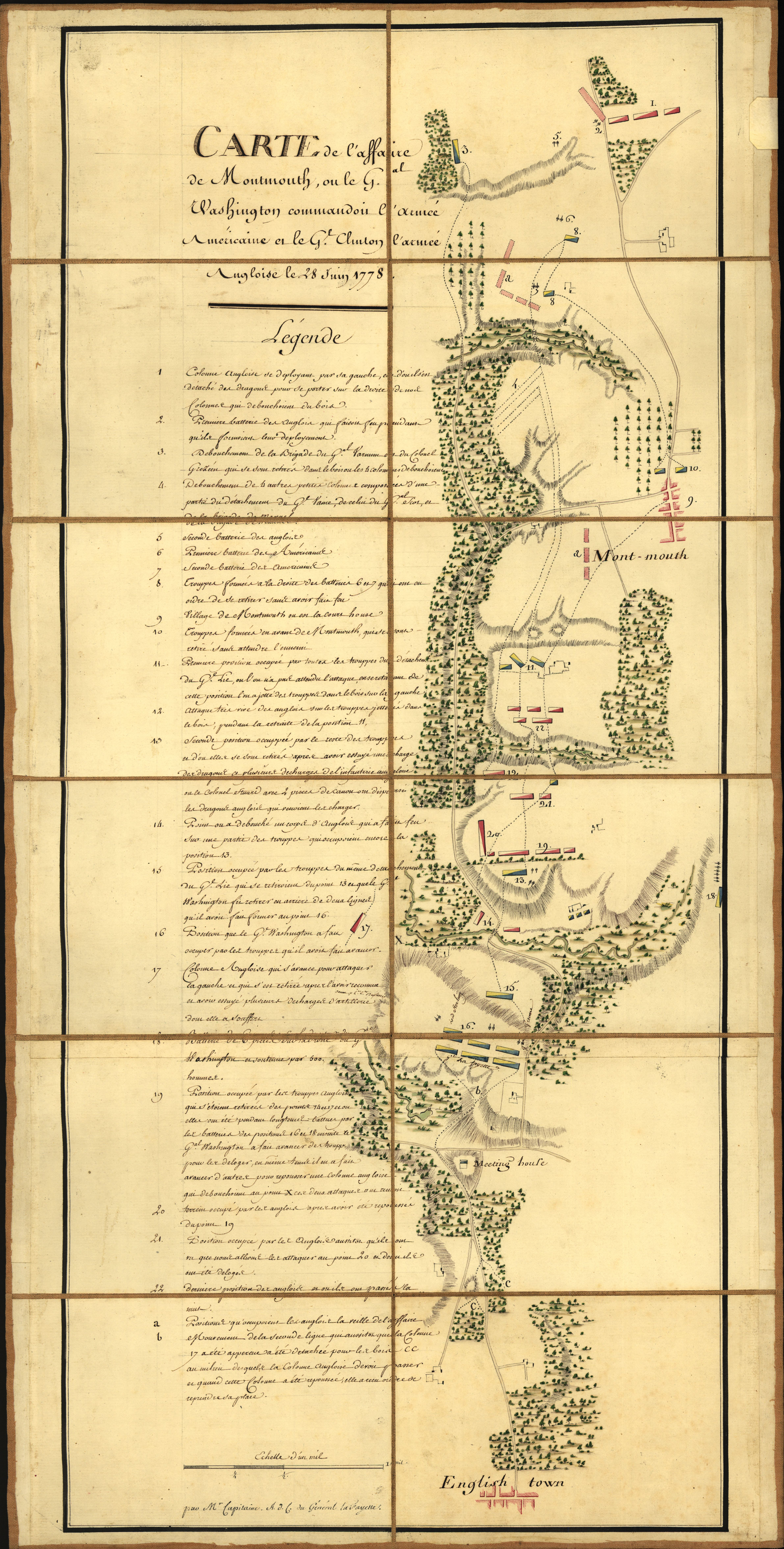
28 juin : carte de la bataille de Monmouth faite pour le Général La Fayette

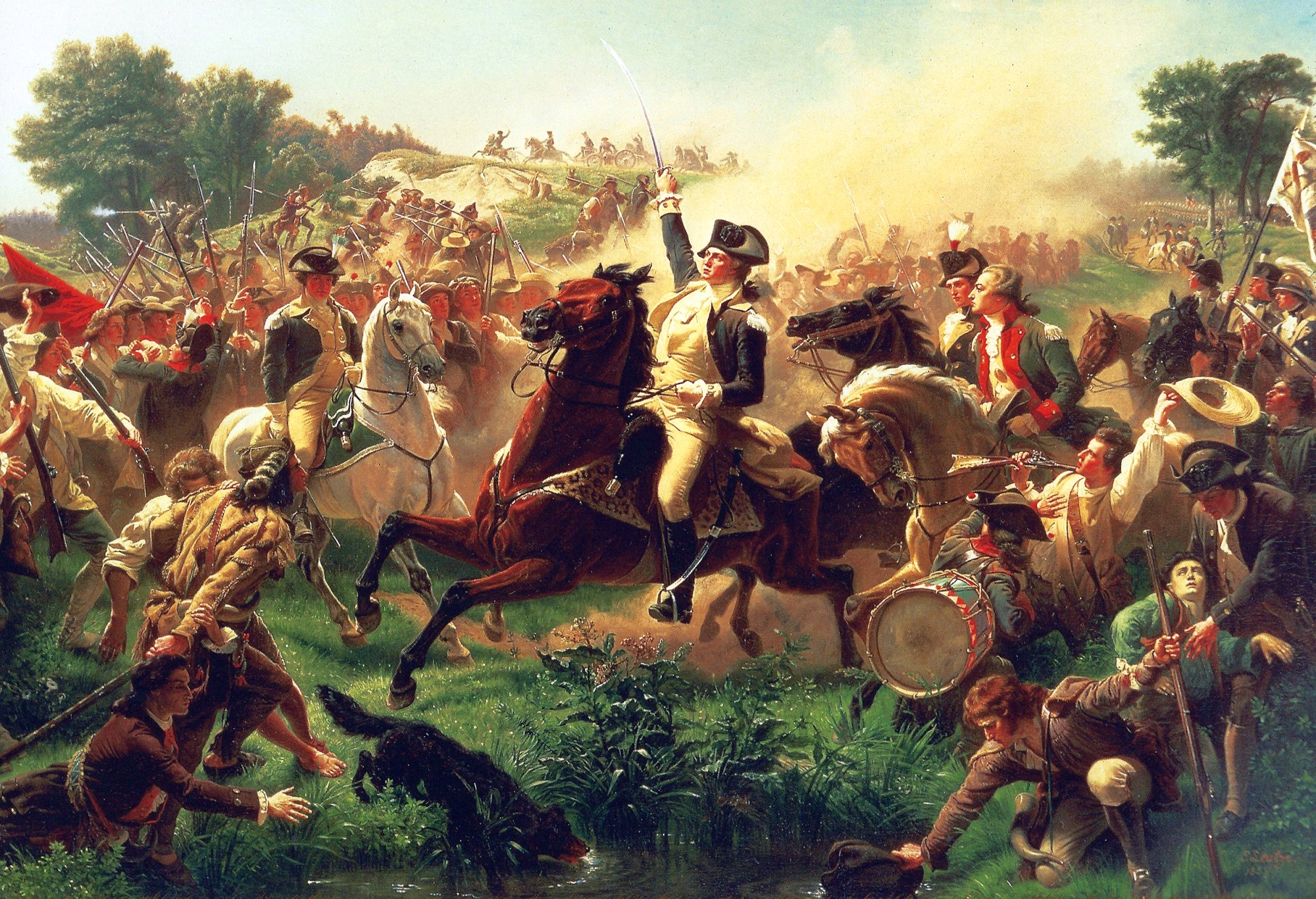
28 juin : bataille de Monmouth

- 6 juin : la province du Banat de Temesvár est dissoute[1], puis réincorporé par Joseph II à la monarchie hongroise (23 avril 1779)[2]. Le servage est introduit et la condition paysanne s’aggrave[3].

- 17 juin : le combat de la Belle Poule et de l'Aréthusa déclenche la guerre sur le front européen[4].

- 18 juin : oukase adressé à Grigori Potemkine ordonnant la fondation de Kherson[5]. Potemkine y construit une forteresse, des casernes et un chantier de constructions navales.

- 19 juin : l’armée de George Washington quitte Valley Forge (Pennsylvanie).

- 28 juin : victoire américaine à la bataille de Monmouth[6].

## Naissances
- 10 juin : Cornelis Cels, peintre belge († 3 mars 1859)

## Décès

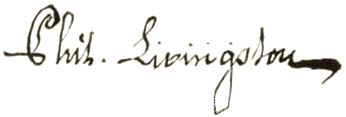
Signature de Livingston

- 12 juin : Philip Livingston, né le 15 janvier 1716, il était un marchand et homme d'État de New York. Il signe la Déclaration d'indépendance des États-Unis.